# Рожство (Вичугский район)
Рожство — деревня в Вичугском районе Ивановской области. Входит в состав Сошниковского сельского поселения.

## География
Находится в северо-восточной части Ивановской области на расстоянии приблизительно 21 км на восток-юго-восток по прямой от районного центра города Вичуга.

## История
Деревня уже появилась на карте 1840 года. В 1872 году здесь (тогда Юрьевецкий уезд Костромской губернии) было учтено 23 двора, в 1907 году — 36.

## Население
Постоянное население составляло 121 человек (1872 год), 152 (1897), 179 (1907), 20 в 2002 году (русские 95 %), 7 в 2010.